# Coree

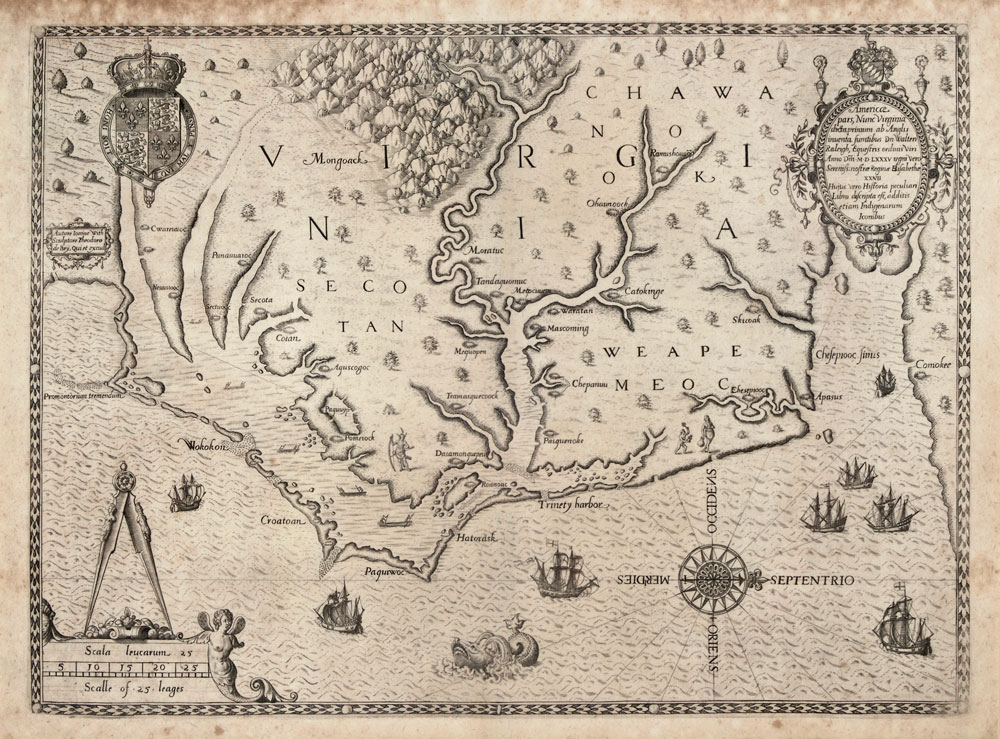
Mapa de 1585 per Theodor de Bry amb la vila Cwareuuoc a la cantonada esquerra al llarg del riu Neuse

Els coree (també Connamox, Cores, Corennines, Connamocksocks, indis Coranine, indis del riu Neuse) eren una petita tribu d'amerindis dels Estats Units, que un cop va ocupar una zona costanera al sud del riu Neuse al sud-est de Carolina del Nord a l'àrea coberta actualment pels comtats de Carteret i Craven. Els erudits de començaments del segle XX no estaven segurs de quin idioma parlaven, però les àrees costaneres eren poblades majoritàriament per pobles iroquesos i algonquins.

## Història
Els coree no van ser descrits pels colons anglesos fins a 1701, moment en el qual la seva població ja s'havia reduït a tan sols 125 membres, probablement a causa de les epidèmies de malalties infeccioses i la guerra. A principis del segle xviii els coree i altres tribus es van aliar amb els tuscarores contra els colons. En 1711, van participar en la Guerra Tuscarora, tractant d'expulsar els colons anglesos. Els nadius americans no van tenir èxit i va patir moltes morts.
Per 1715, alguns coree es fusionaren amb la resta de membres dels algonquins machapunga i dels tuscarora i es va instal·lar en la seva única vila de Mattamuskeet en l'actual comtat de Hyde. Això era a la vora del llac Mattamuskeet. Altres coree van romandre al comtat de Carteret (especialment en zones aïllades com Indian Beach, Atlantic Beach, Harkers Island, abans coneguda com a illa Craney, Core Creek, i les terres pantanoses). Llurs descendents van casar i assimilats en les poblacions euroamericanes i afroamericanes gradualment.
Encara que en el segle XX algunes persones afirmen tenir ascendència individual dels històrics coree, no s'ha aconseguit cap revifalla de la tribu. Alguns observadors creuen que els actuals intents de reclamar ascendència coree són persones que es trobaven entre el que els antropòlegs anomenen "aïllats tri-racials", la majoria sovint d'origen europeu i africà.

## Llengua
L'etnògraf James Mooney especulà que els coree estaven relacionats amb els iroquesos cherokees, però no s'ha trobat evidències convincents. D'acord amb els limitats informes colonials, parlaven una llengua que no semblava ser mútuament intel·ligible amb qualsevol de les tres principals poblacions d'idioma: algonquí de Carolina, iroquès tuscarora, o el waccamaw siouan (antigament anomenat Woccon). Encara que es van trobar similituds extremes amb la llengua tuscarora per John Lawson en 1709.
D'altra banda, els coree ocuparen territori que va ser històricament en la seva major part dels tuscarores, el que suggereix que estaven afiliats amb aquests pobles. El nom Coree podria ser la forma singular del nom algonquí de Carolina Cwareuuoc.